# Мале коло

Мале коло сфери

Малим колом сфери є коло утворене перетином сфери площиною не через центр сфери. Мале коло, на відміну від великого кола, завжди має менший поперечник ніж сама сфера.
Мале коло не має найменшої кривини і, відповідно до цієї обставини, не представляє найменшу відстань між двома точками на поверхні сфери.
За винятком рівноденника та полюсів всі широти Землі є малими колами (або, щонайменше, близьким наближенням, бо земля незначно відрізняється від «правильної» сфери і є геоїдом).
А всі меридіани, в парі з протилежними меридіанами на другій півкулі, утворюють великі кола.